# 拉斯阿尼馬斯縣

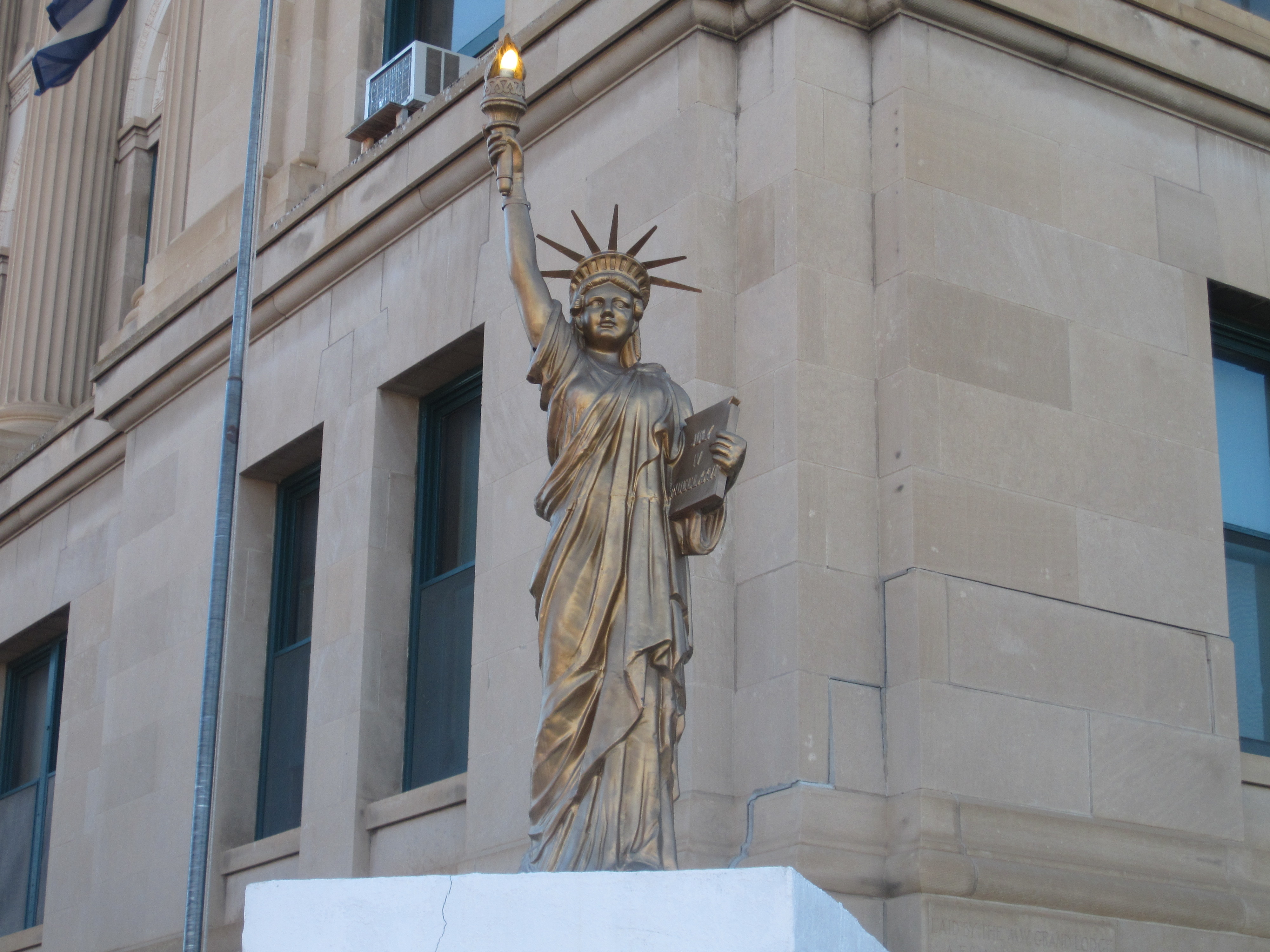
位於拉斯阿尼馬斯縣法院的自由女神像複製品

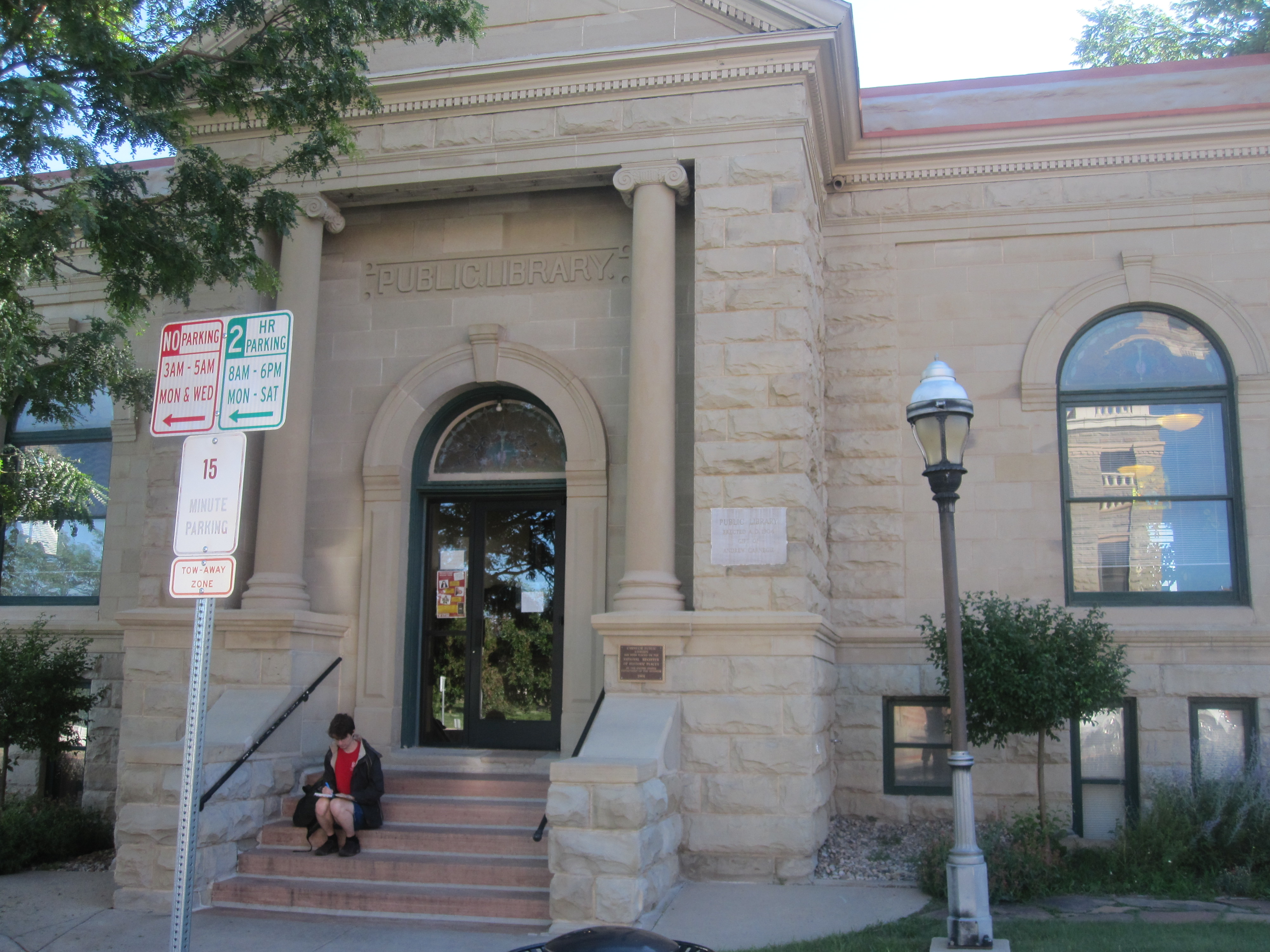
位於特立尼達的拉斯阿尼馬斯縣公共圖書館

拉斯阿尼馬斯郡（英語：Las Animas County）是位於美国科羅拉多州東南部的一個郡，南鄰新墨西哥州，面積12,368平方公里，是州中面積最大的縣份。根據2020年美國人口普查，拉斯阿尼馬斯縣共有人口14,555人。拉斯阿尼馬斯縣的縣治為千里達。
拉斯阿尼馬斯縣成立於1866年2月9日，縣名來自擁有墨西哥西班牙语名稱的普爾加托瓦爾河，西班牙语寫作El Río de las Ánimas Perdidas en Purgatorio，意為「失落的煉獄靈魂之河」。

## 地理
根據2000年人口普查，拉斯阿尼馬斯縣的面積為4,775.42平方英里（12,368.3平方），其中有4,772.63平方英里（12,361.1平方），即99.94%為陸地；2.79平方英里（7.2平方），即0.06%為水域。拉斯阿尼馬斯縣是科羅拉多州中面積最大的縣份，亦是全國面積第72大的郡份。

### 毗鄰縣
- 科羅拉多州 奧特羅縣：北方
- 科羅拉多州 普韋布洛縣：北方
- 科羅拉多州 本特縣：東北方
- 科羅拉多州 巴卡縣：東方
- 新墨西哥州 尤寧郡：南方
- 新墨西哥州 科爾法克斯縣：西南方
- 科羅拉多州 科斯蒂亞縣：西方
- 科羅拉多州 韋爾法諾縣：西北方

### 保護區
- 科曼奇國家草原（英语：Comanche National Grassland）
- 圣伊莎贝尔国家森林
- 西班牙峰荒野（英语：Spanish Peaks Wilderness）
- 費爾希斯峰州立公園（英语：Fishers Peak State Park）
- 千里達湖州立公園（英语：Trinidad Lake State Park）

### 歷史步道和地標
- 拉頓步道國家歷史地標（英语：Raton Pass）
- 聖塔菲國家歷史步道（英语：Santa Fe Trail）
- 千里達州立歷史博物館

### 風景道
- 傳奇公路風景道
- 聖菲道國家風景道

## 人口
根據2000年人口普查，拉斯阿尼馬斯縣擁有15,207居民、6,173住戶和4,092家庭。其人口密度為每平方英里3居民（每平方公里1居民）。拉斯阿尼馬斯縣擁有7,629間房屋单位，其密度為每平方英里2間（每平方公里1間）。拉斯阿尼馬斯縣的人口是由82.63%白人、0.39%非裔、2.54%原住民、0.37%亞裔、0.20%太平洋岛民、10.03%其他種族和3.83%混血构成。而西班牙裔或拉丁美洲裔佔了人口41.45%。
在6,173住户中，有28.80%擁有一個或以上的兒童（18歲以下）、49.90%為夫妻、11.60%為單親家庭、而有33.70%為非家庭。其中29.70%住户為獨居，14.30%為同居長者。平均每戶有2.40人，而平均每個家庭則有2.97人。在15,207居民中，有24.20%為18歲以下、7.90%為18至24歲、24.00%為25至44歲、25.90%為45至64歲以及18.00%為65歲以上。人口的年齡中位數為41歲，每100個女性就有95.80個男性。每100個成年女性（18歲以上）就有93.70個成年男性。
拉斯阿尼馬斯縣的住戶收入中位數為$28,273，而家庭收入中位數則為$34,072。男性的收入中位數為$27,182，而女性的收入中位數則為$20,891。拉斯阿尼馬斯縣的人均收入為$16,829。約14.00%家庭和17.30%人口在貧窮線以下。